# Izzat Ibrahim ad-Douri
Izzat Ibrahim ad-Douri (alternativt Izzat Ibrahim al-Douri och Izzat Ibrahim al-Duri; arabiska: عزة ابراهيم الدوري), född 1 juli 1942 i Al-Daur i Saladin-provinsen, död 25 oktober 2020, var en irakisk politiker och Iraks vicepresident under Saddam Hussein fram till USA:s invasion 2003. Han var även vice ordförande i Saddam Husseins Revolutionära råd. Senare blev han ledare för det i Irak förbjudna Baathpartiet.
Efter USA:s invasion 2003 höll sig ad-Douri gömd och var den högst rankade baathpartisten efterlyst av de nya irakiska myndigheterna och av USA som lyckades undkomma att infångas. Ad-Douri misstänktes vara ledaren för en del av de sunnitiska angreppen på USA:s styrkor under deras ockupation av Irak. Tio miljoner dollar till den som kunde bidra till hans infångande utlovades av USA. Den 12 november 2005 rapporterades det att han avlidit, vilket senare visade sig vara falskt. Ad-Douri uppmanade den 1 januari 2013, via ett inspelat band som återutsändes i Al Jazeera, till ett omkullkastande av Iraks regering som då leddes av Nuri al-Maliki och ett återbördande av Baathpartiet till makten.
2015 uppgav irakiska myndigheter att han slutligen dödats den 17 april det året strax utanför Tikrit. Det sades också att kroppen skulle tas till Bagdad för att identifieras genom DNA-analys. Det visade sig inte vara ad-Douri. Den 25 oktober 2020 meddelade Baathpartiet, via ett uttalande på dess officiella Facebook-sida, att ad-Douri avlidit samma dag.